# 馬之騏
马之骐（1580年—？），字时良，号康庄。河南南阳府新野县人，回族。明朝政治人物、学者。萬曆庚戌榜眼，官至禮部侍郎。

## 生平
万历三十四年（1606年）丙午科河南乡试第二十三名，三十五年丁未科会试第二百八十三名，未廷试。三十八年（1610年）殿试中一甲第二名榜眼。授翰林院編修，四十四年任会试同考官，四十六年任湖广乡试主考官。天啓二年（1622年）正月升右中允兼编修，三年二月京察以才力不及降调。五年二月降補湖广布政使司理问所副理问，本年升行人司副，九月升尚宝司丞，天启六年（1626）二月，任国子监司业，四月升左春坊左谕德兼翰林院侍读，仍管司业事署掌国子监印信，七月升国子监祭酒，七年二月升詹事府詹事兼翰林院侍读学士。官至礼部左侍郎。

## 著作
天启二年為大同清真寺撰写《重修礼拜寺碑记》。万历四十八年（1620年）为镇江剪子巷清真寺撰写《古润礼拜寺记》。

## 家族
曾祖馬玘；祖父馬文經，贈中憲大夫淮安知府；父馬化龍，丁丑進士、天津兵備道副使；母王氏（累封恭人）。慈侍下。弟馬之駿，庚戌進士、戶部郎中。之驊（庠生）；之騮（庠生）；之驥（庠生）；之騟；之騄；之駬。